# Asioryctitheria
Los asiorictiterios (Asioryctitheria) es un orden extinto de mamíferos euterios primitivos. Sus fósiles provienen del período Cretácico de Asia.

## Estructura craneal
Con la excepción de Prokennalestes, estas formas avanzadas carecían de un canal de Meckel. Adicionalmente estaban equipados con caninos de doble raíz, un premolar inferior con metacónidos reducidos o ausentes y un premolar inferior más alargado que el de sus predecesores. También poseen el entocónido y el hipoconúlido en los molares inferiores no emparejados, el entotimpánico no existe, el alisfenoide está agrandado, poseen un foramen vidiano así como un promontorio vinculado con el proceso paroccipital a través de la crista interfenestralis.

## Clasificación
- Orden Asioryctitheria
  - Género Murtoilestes Averianov y Skutschas, 2001
    - Murtoilestes abramovi (Averianov y Skutschas, 2000)

  - Género Prokennalestes Kielan-Jaworowska y Dashzeveg, 1989
    - Prokennalestes trofimovi Kielan-Jaworowska y Dashzeveg, 1989
    - Prokennalestes minor Kielan-Jaworowska y Dashzeveg, 1989

  - Familia Asioryctidae
    - Género Uchkudukodon Archibald y Averianov, 2006
      - Uchkudukodon nessovi (McKenna, Kielan−Jaworowska y Meng, 2000) - Cretácico Medio, Formación Bissekt, Uzbekistán.

    - Género Daulestes Trofimov y Nessov, 1979
      - Daulestes kulbeckensis Trofimov y Nessov, 1979 - Cretácico Medio, Formación Bissekt, Uzbekistán.
      - Daulestes inobservabilis (Nessov,1982) - Cretácico Medio, Formación Bissekt, Uzbekistán.
      - Daulestes nessovi McKenna, Kielen-Jaworowska e Meng, 2000 

    - Género Bulaklestes Nessov, 1985
      - Bulaklestes kezbe Nessov, 1985 - Cretácico Medio, Formación Bissekt, Uzbekistán.

    - Género Kennalestes Kielan-Jaworowska, 1969
      - Kennalestes gobiensis Kielan-Jaworowska, 1969

    - Género Asioryctes Nessov, 1997
      - Asioryctes nemegetensis  Kielan-Jaworowska, 1975 - Cretácico Superior, Barun Goyot, Mongolia.

    - Género Ukhaatherium Novacek, Rougier, Wible, McKenna, Dashzeveg y Horovitz, 1997
      - Ukhaatherium nessovi Novacek, Rougier, Wible, McKenna, Dashzeveg y Horovitz, 1997

## Filogenia
(Según Archibald y Averianov, 2006)

```
└─o 
Eomaia
 
 └─o 
Prokennalestes
 
  └─o 
Bobolestes
 
   ├─o
   │ ├─o 
Zhelestidae
 (parafilético)
   │ └─o 
Zalambdalestidae
 (parafilético)
   └───o 
Asioryctitheria
```